# Augusto Riboty

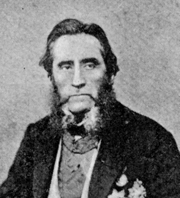
Augusto Riboty

Augusto Antonio Riboty (* 28. November 1816 in Puget-Théniers bei Nizza; † 9. Februar 1892 in Nizza) war ein italienischer Admiral und Marineminister.

## Leben
Riboty wurde an der Marineschule in Genua ausgebildet. Im Ersten italienischen Unabhängigkeitskrieg kämpfte er 1848–1849 in der Adria, 1855–1856 im Krimkrieg und im Dritten Unabhängigkeitskrieg 1866 unter Persano in der Seeschlacht von Lissa, in der er mit seinem Schiff Re di Portogallo die österreichische Kaiser beschädigte und sich dann isoliert gegen den Angriff von drei gegnerischen Panzerschiffen verteidigte. Hierfür wurde er zum Konteradmiral befördert.
1866 war Riboty mit seinem Geschwader an der Niederschlagung von Aufständen in Palermo beteiligt. 1868–1869 bekleidete er das Amt des Marineministers, im Jahr danach wurde er zum Senator ernannt. Als Marineminister versetzte er einige dienstältere Admirale in den Ruhestand, schloss sich dabei jedoch in diese Maßnahme mit ein, um sich nicht dem Verdacht der Vorteilsnahme auszusetzen. Von 1871 bis 1873 wurde er erneut Marineminister, danach vertrat er als Abgeordneter den Wahlkreis Ancona. Sein Nachfolger als Marineminister wurde Simone Pacoret de Saint Bon.
Augusto Riboty starb 1892 in Nizza. Die Italienische Marine benannte später einen Zerstörer der Mirabello-Klasse (1917–1950) nach ihm.